# إدغار مانسفيلد
إدغار مانسفيلد (بالإنجليزية: Edgar Mansfield) هو نحات نيوزيلندي، ولد في 11 فبراير 1907، وتوفي في 10 أغسطس 1996.